# Куйга
Куйга — река в Якутии, правый приток Яны. Впадает в Яну в 349 км от её устья у посёлка Усть-Куйга, единственного населённого пункта на Куйге. Длина реки составляет 82 км, площадь водосборного бассейна — 51,5 км².
Протекает по Усть-Янскому улусу сначала в северо-западном, затем в западном направлении. Русло изобилует меандрами.
Вдоль реки проходит автозимник и дорога из посёлка Депутатский.

## Данные водного реестра
Согласно данным Государственного водного реестра:
- бассейновый округ — Ленский
- речной бассейн — Яна
- речной подбассейн — Яна ниже впадения Адычи
- водохозяйственный участок — Яна от впадения реки Адыча до устья без реки Бытантай
- код водного объекта — 18040100112117700006264[2]

## Притоки
Объекты перечислены по порядку от устья к истоку:
- 12 км: без названия (пр)
- 18 км: без названия (лв)
- 23 км: без названия (лв)
- 27 км: Моста-Хотон (лв)
- 36 км: Водомерная (пр)
- 47 км: Абырабыт (пр)
- Обратная (пр)[3]
- 62 км: Тегенян (лв)
- 63 км: Улахан-Сала (лв)